# レフェリー (プロレス)
プロレスにおけるレフェリー（Referee）は、プロレスの試合を裁く者を指す。

## 概要
正確な判定を下すことに徹するべきとされる一般スポーツの審判と異なり、盛り上がる試合運びの形成を目的として動くことが求められる立場である。
レフェリーとしてのライセンスは存在しない。例外として、かつてNWAにおいてオフィシャル制がとられていたことがあり、日本ではジョー樋口が選任されていた。プロレスのレフェリーの多くは、各プロレス団体に所属して各地で行われるプロレス興行に同行する。
たいていのレフェリーは、団体内の他の業務を兼任しており、外国人選手の世話役、選手のコーチ、会場設営のスタッフのほか、キャリアを積むとアングルを構成するマッチメイカーを兼任する場合もある。
プロレスラーや格闘技関係の有名人がレフェリーを担当する場合もある。このケースの場合は、特別レフェリーとしての参加である場合が多い。ただし、これらの元有名レスラーや他競技の有名人が、本格的にレフェリーに転向した例としてマイティ井上らがいる。

## 試合とレフェリー
プロレスのレフェリーは、試合に際して、白黒のTシャツに黒いズボンまたは、大会Tシャツ（もしくは色的には自由）を着用する。ただし、全日本プロレスでは、マークの入った白のワイシャツとなる。
プロレスにおけるレフェリーの最大の特徴は、原則としてルールはリング上のレフェリーのみによって監視されるという点である。このため、統一ルールが存在せず、エンターテイメント性を追求するところのあるプロレスの性格から、レフェリーは試合を盛り上げる他、試合を安全に進行させる役割を担うことになる。そのため、レフェリー個人の裁量あるいは力量が問われることが多く、それぞれのレフェリーによってカウントの速度や反則とみなす基準などで差異が生じる場合が多い。
また、ルールがリング上のレフェリーのみによって監視される原則は、レフェリーの監視の外における反則について原則として反則の裁定が取られることがないということになるため、これを利用してのセコンドやタッグパートナーがレフェリーの注意を引いている隙に乱入や凶器攻撃などの反則行為を行う光景がヒールを中心に度々見られる他、わざと脇見等を行うことで反則を見なかったことにする、カウントを取るにあたって公平な速度でカウントを取らない等の偏ったレフェリングを行う極悪レフェリーのキャラクターづくりとして利用される場合がある。
なお、レフェリーが試合の攻防に巻き込まれて失神や負傷などで試合を裁くことが不可能になった場合、ルールを監視する者がいないということになるので、レフェリーの意識が回復するか控えのレフェリーに交替するまでの間はノールール状態となる。この状態では、選手がフォールの体勢に入ってもカウントは行われず、ギブアップの意思表示をしても試合は決着しない。また、反則によるカウントも発生しないため、通常の5カウントルールを超えた反則も許される状態となる。ただし、あまりにも悪質な反則行為や試合が収拾不可能となった場合は他のレフェリーやコミッショナーなどによってノーコンテスト（無効試合）の裁定が下るケースもあるが、明確な基準は存在しない。

## その他
- 試合中、プロレスラーに突き飛ばされたり、技を食らったりすることもあるため、プロレスラー経験のない者の場合は修行期間に相応の受身の練習が必須となる。団体によっては選手のスパーリングに参加させることもある。プロレスラー経験者であっても一定のトレーニングを継続することが多い。
- 1980年代の全日本プロレスでは、プロレスラー同士の戦いにレフェリーが巻き込まれて試合の決着になだれ込む、いわゆる「ジョー樋口失神ギミック」が多発した。巻き込んだプロレスラーの反則負け、収拾がつかない状態としてノーコンテストや両者反則、レフェリーのいない状態で戦っている間にレフェリーの体力が回復して普通に決着、などのパターンがあったが、1980年代後半から減少していき、平成に入りプロレス四天王の時代になると消滅した。
- 台本の覚えの悪いプロレスラーが筋書きを忘れてしまった場合、試合終了の合図を送ることがある。
- 流血試合の場合はレフェリーがカミソリやカッターナイフの刃でプロレスラーの額などを切ることがある。
- 試合中のプロレスラーの負傷等の予期せぬアクシデントや会場の雰囲気次第では、レフェリー独自の判断で収拾を図る場合がある。
- 2010年の札幌プロレスフェスタでは5人のレフェリーが裁いた試合もあった。また、同年の年越しプロレスの1試合ではさらに多い7人で裁いたが、レフェリー同士で揉めて収拾が付かず和田京平が加わり、最終的には8人となった。

## 主なレフェリー一覧
所属はレフェリーになってからとして、プロレスラーからの転向に関しては各人の項を参照。

### 日本

#### 現役レフェリー
新日本プロレス
- レッドシューズ海野（全日本プロレス→SWS→WAR→新日本審判部長）
- マーティー浅見（IWA・JAPAN→バトラーツ、FMW等→新日本プロレス）
- 佐藤健太
- 中林泰人
- 坂本雄哉

全日本プロレス
- 和田京平（全日本プロレス→フリー→全日本名誉レフェリー）
- 神林大介（全日本プロレス→WRESTLE-1→フリー→全日本プロレス）

プロレスリング・ノア
- 西永秀一（全日本プロレス→NOAH）
- 福田明彦（全日本プロレス→NOAH）
- 中山真一
- 塚越佳祐

DRAGON GATE
- 八木隆行（闘龍門JAPAN→DG）
- Mr.中川

ZERO1
- 笹崎勝己（全日本女子プロレス→フリー→ZERO1）

KAIENTAI DOJO
- トミー茨城
- ナルシー秋宗

大日本プロレス
- 大橋篤（レフェリーデビュー後にレスラーデビューし兼任）
- マック竹田
- 中谷諒平

DDTプロレスリング
- 松井幸則（オリエンタル→WARなど→みちのくプロレス→大阪プロレス→DDT）
- 木曽大介

プロレスリングBASARA
- 岡田裕也（nkw→BASARA）

パンクラス
- 小菅賢次

アイスリボン
- 斉藤一二三
- MIO（紫雷美央）
- バニー及川

シアタープロレス花鳥風月
- ジューク岡村（アイスリボン→マーブル☆プロジェクト→シアタープロレス花鳥風月）
- たけむら光一（ニュージャパンキックボクシング連盟およびシアタープロレス花鳥風月、選手兼任）

その他のプロレス団体
- 保永昇男（新日本プロレス→WJプロレス→リキプロ）
- 小林秀輝（全日本女子プロレス→ダイヤモンド・リング）
- 玉川勝巳（SMASH→WNC→REINA）
- テッシー・スゴー（JWP女子プロレス）
- てっしー手島（STYLE-E→HEAT UP）
- 村山大値（全日本女子プロレス→アルシオン→ZERO-ONE→全日本プロレス→W-1→スターダム）
- ディアナ井上（ディアナ）
- 吉野恵悟（大阪プロレス→先駆舎）
- クレイン中條（アジアン・プロモーション→北都プロレス代表）
- Emiri（フリー→VKF）
- 南月たいよう（シードリング）
- やっぱいいなぁーダイヤモンドスターズ

フリー
- 北沢幹之（UWF→リングス→フリー）
- 島田裕二（藤原組→バトラーツ→DSE→SMASH→フリー）
- 田山正雄（新日本プロレス→フリー）
- ニード手島（ターザン後藤一派→フリー）
- 安芸こうじ（IWAジャパン→フリー）
- 和田良覚（UWFインターナショナル→リングス→フリー）
- 姉崎吾郎（FMW→全日本プロレス→フリー）
- ボンバー斉藤（全日本プロレス→フリー）
- 新田勝平（全日本プロレス→フリー）
- バーブ佐々木（大日本プロレス→引退→フリー）
- デューク佐渡（レッスル夢ファクトリー→ZERO1→フリー）
- ジャッジ金子（SPWF→レッスル夢ファクトリー→SPWF→DDT→フリー）
- 梅木良則（パンクラス→フリー）
- アイアンマン西田（国際プロレスプロモーション→フリー）
- イーグル・ナオキ（イーグルプロレス→フリー→K-DOJO→フリー）
- チョリソ
- ソフト今井（ターザン後藤一派→ハッスル→SMASH→WNC→REINA→フリー）
- パンチョ軽部（IWAジャパン→フリー）
- 内山影吾（IWAジャパン→フリー）
- Tommy（全日本女子プロレス→ジャパン女子プロレス→LLPW→フリー）
- 伊東幸子（GAEA JAPAN→フリー）
- 石黒淳士（プロレスリングWAVE→フリー）
- 中島雅則（大阪プロレス→NOAH→フリー）
- 山本義浩（NOAH→フリー）
- ゆうき松本（ZERO1→フリー）
- 李日韓（大日本プロレス→全日本プロレス→フリー）

#### 元レフェリー
- 沖識名（日本プロレス）
- 九州山（日本プロレス）
- ユセフ・トルコ（日本プロレス→新日本プロレス）
- タイガー服部（新日本プロレス→ジャパンプロレス→新日本審判部長→WJプロレス→フリー→新日本→引退）
- 田中米太郎（日本プロレス→新日本プロレス）
- 阿部脩（国際プロレス）
- 遠藤光男（国際プロレス）
- 前溝隆男（国際プロレス）
- マンモス鈴木（国際プロレス）
- ジョー樋口（日本プロレス→全日本プロレス→NOAHタイトル管理委員長）
- ミスター高橋（新日本プロレス元審判部長）
- 山本小鉄（新日本プロレス審判部長→新日本プロレス顧問）
- ミスター林（全日本プロレス→ジャパン女子プロレス）
- ブラック・キャット（新日本プロレス）
- ミスター空中（UWF）
- 登坂栄児（大日本プロレス取締役）同団体の中継番組大日大戦の実況アナウンサーに転向。現在は代表取締役社長。
- 池須豊（元我闘姑娘代表→大日本プロレス）現在は大日本のフロントに専念。
- 森島孝浩（大日本プロレス）
- 神田裕之（闘龍門→DRAGON GATE）再び現役レスラーに復帰。
- テッド・タナベ（ユニバーサル・プロレスリング→みちのくプロレス→大阪）
- 畑山和洋（W★INGプロモーション）
- 伊藤豪（FMW）
- 中村伸能（FMW）退団後、闘龍門へ入団しレスラーに転向、現:ドラゴン・キッド
- 倉科岳文（FMW）現:芸人の鉄拳
- 阿部信輔（FMW→フリー→ZERO1-MAX）
- 柴田勝久（新日本プロレス→ドラディション）
- マイティ井上（全日本プロレス→プロレスリング・ノア）
- 山本義浩（全日本プロレス→プロレスリング・ノア）
- 玉岡金太（DRAGON GATE）
- ちはな陽子（KAIENTAI-DOJO）
- 廣戸聡一（パンクラス）スポーツ整体師、スポーツトレーナー
- 岡本浩稔（パンクラス）
- 松永俊国（全日本女子プロレス）「松永四兄弟」五男、全女審判部長、常務、専務、社長。
- ミスター郭（松永健司、全日本女子プロレス）「松永四兄弟」次男、全女副会長。
- ジミー加山（松永国松、全日本女子プロレス）「松永四兄弟」三男、全女副社長、社長。
- 阿部四郎（全日本女子プロレス→IWAジャパン）
- ボブ矢沢（松永太、全日本女子プロレス）ミスター郭：松永健司の実子
- 柳みゆき（全日本女子プロレス）
- 本庄ゆかり（全日本女子プロレス）元女子プロレスラーのクレーン・ユウ
- 川崎恵代（乱馬翔、ジャパン女子プロレス→JWP）
- チャーリー東（全日本女子プロレス→ジャパン女子プロレス→JWP）
- 熊木みさき（我闘姑娘）
- 熊木つばさ（我闘姑娘）
- 石井美紀（我闘姑娘）後にアイスリボン所属、レスラーに転向→引退
- 浅野グレース恵（吉本女子プロレスJd'→フリー）
- 小林大輔（JDスター女子プロレス）
- オスカル智（LLPW）
- 武井匡（ユニオンプロレス元代表）
- 小山良（大阪プロレス）
- 大宅龍則（DRAGON GATE）
- 日向小陽（SMASH→WNC）レスラーに転向
- ハイステップ翔大（WNC）WNC活動停止後、ASUKA PROJECTでレスラーに転向、現：仲川翔大
- 佐藤淳一（IWAジャパン→DDT→ガッツワールド→アイスリボン）
- 清水魁星（プロレスリングFREEDOMS）

### アメリカ
- レッドシューズ・ドゥーガン
- アール・ヘブナー (en:Earl Hebner)
- ニック・パトリック
- マイク・キオーダ
- チャールズ・ロビンソン
- テディ・ロング
- スコット・アームストロング
- ハービー・ウィップルマン

### レフェリーを務めたことがあるプロレスラー
- 力道山

奉納プロレスのバトルロイヤルを担当。
- 若松市政

国際プロレス女子部の試合を裁いた。
- アントニオ・ロッカ

1975年に行われたアントニオ猪木対ルー・テーズ戦を担当。
- ルー・テーズ

現役としての一線を退いた後は、日本でしばしばレフェリーを務めた。
- ロード・ブレアース

日本では1981年に、「一つ前のドリー・ファンク・ジュニア対ブルーザー・ブロディの試合がドリーのレフェリー暴行による反則決着となりジョー樋口が担当出来なくなったための臨時レフェリー」として、リック・フレアー対ジャンボ鶴田のNWA世界ヘビー級選手権を裁いたことがある。アメリカではニック・ボックウィンクル対ハルク・ホーガンのAWA世界ヘビー級選手権も裁いている。
- ゴードン・ネルソン

引退後、NWAフロリダ地区でレフェリーを担当。
- アンドレ・ザ・ジャイアント

1978年、NWAのリッキー・スティムボート対リック・フレアー、WWWFのダスティ・ローデス対スーパースター・ビリー・グラハムなどの試合でスペシャル・レフェリーを担当した。1984年にも、ハワイで行われたシバ・アフィ&ラーズ・アンダーソン対マーク・ルーイン&ケビン・サリバンのタッグマッチを裁いている（試合後はルーイン組と乱闘寸前に）。
- テリー・ファンク

ジャンボ鶴田対ニック・ボックウィンクルのAWA世界ヘビー級選手権試合（1984年2月23日、蔵前国技館）を担当。
- アントニオ猪木

タイガー・ジェット・シン対上田馬之助の遺恨対決を担当。ただし、最終的には両選手に二人がかりで攻撃されていた。
平成維震軍旗揚げ戦の越中詩郎対タイガー・ジェット・シン戦でも担当したが、試合途中でシンにスリーパー・ホールドをかけ、攻撃している。
また、グレート・ムタ対小川直也戦ではムタからレフェリーに指名された。しかし、試合開始直前のボディチェック中に毒霧を受けてしまう。その後はサブレフェリーのタイガー服部が試合を裁いた。
- 藤波辰爾

第1回ヤングライオン杯の優勝戦を担当。
- ザ・グレート・サスケ

格闘技の祭典で4人のタイガーマスクのタッグマッチをブラック・タイガーをモチーフにしたマスクで担当。
- 藤原喜明

アントニオ猪木対滝沢秀明のエキシビションマッチを担当。
- グラン浜田

一時期、コーチを務めていたジャパン女子プロレスでレフェリング。試合後に当時、同団体の営業部員であった大仁田厚と乱闘事件（ギミックと言われる）を起こし試合で対戦してプロレスラー活動復帰への布石とした。
- 外道（当時はブルドッグ・KT）

ブル中野対アジャ・コングの金網デスマッチを担当。アジャ寄りのレフェリングを行い、アジャの金網からのエスケープを成功させ、アジャの勝利に貢献、観客からの反感をかってしまう。その為か、両者の再戦ではレフェリーをしていない。
- ストーン・コールド・スティーブ・オースチン

レッスルマニア20でのブロック・レスナー対ビル・ゴールドバーグ。両者とも退団が決まっておりファンの不満は高く、それを抑える役割も担っていた。
- ショーン・マイケルズ

1999年FMW横浜アリーナ大会と、2005年1月WWE「ニューイヤーズレボリューション」でのエリミネーション・チェンバー・マッチにて。
- 吉田万里子

全日本女子プロレス時代に幾度かレフェリングをしており、自主興行「息吹」でも試合に出ない場合にはレフェリングをしていた。
- 松山勘十郎

闘龍門興行の女子プロレスマッチでレフェリングをしていたが、セクハラ三昧がお約束だった。
- 日向あずみ

愛弟子である勝愛実、林結愛のデビュー戦を担当。
- 山川竜司

引退後の2013年にWNCラジアントホール大会で特別レフェリーとなる。
- 松永智充

DDT所属選手だが、アイスリボンではレフェリーとして参加、稀にDDTでも裁くことがあった。
- 翔太

ガッツワールド所属レスラーだが、世界プロレス協会ではレフェリーとして参加。

### レフェリーを務めたことがある有名人
- ロッキー・マルシアノ - プロボクシングの現役引退後、短期間だがアメリカとカナダのマットでプロレスのレフェリーとして活動した時期がある。
- ガッツ石松 - 1986年10月に行われたアントニオ猪木対レオン・スピンクスの異種格闘技戦でレフェリーを担当した。2006年2月26日に後楽園ホールで行われたLLPWの興行でも見届け人の立場ながらレフェリーも担当した。参考リンクnikkansports.com
- マイク・タイソン - WWEのレッスルマニア14において。